# Pottia latifolia
Pottia latifolia är en bladmossart som först beskrevs av Dickson, och fick sitt nu gällande namn av C. Müller 1849. Pottia latifolia ingår i släktet Pottia och familjen Pottiaceae. Inga underarter finns listade i Catalogue of Life.